# Hermann Passavant
Hermann Passavant (* 30. Juli 1864 in Darmstadt; † 1940) war ein deutscher Elektroingenieur.
Hermann Passavant studierte Elektrotechnik an der TH Darmstadt bei Erasmus Kittler, begann 1890 bei der AEG und ging 1891 zu den Berliner Elektrizitätswerken, an deren Entwicklung er in den nächsten vier Jahrzehnten maßgeblich beteiligt war. Mit Übergang in die Städtischen Elektrizitätswerke Berlin wurde er deren Direktor. 1922 wurde er Geschäftsführer der Vereinigung der Elektrizitätswerke (VDEW). 